# Filmologia
La filmologia (Comp. di film e -logia, 1948) è una disciplina accademica dedicata allo studio della settima arte. Mette insieme la ricerca sulle teorie del cinema, la storia del cinema e l'approccio ai film da parte dello spettatore attraverso l'ausilio di diversi ambiti di studio, in particolare la sociologia e la psicoanalisi, ma anche la semiologia, estetica e filosofia del cinema. La materia è basata sulla fondamentale divisione tra fatto filmico (il film inteso come prodotto estetico) e fatto cinematografico (il film inteso come fenomeno percettivo e sociale), andando dunque ad analizzare non solo gli aspetti narrativi-denotativi ma anche quelli estetici, storici e socio-morali del testo audiovisivo che vanno ad attribuire al film un significato concettuale-connotativo.
La filmologia nasce nel 1946 in Francia per opera di Gilbert Cohen-Séat. A partire dagli anni cinquanta diventa uno dei più importanti studi interdisciplinari in ambito cinematografico. In ambiente anglosassone e internazionale questo tipo di approccio e di studio è maggiormente noto con il nome di Film Studies. A volte viene associata allo studio dei media e spesso viene comparata con gli studi sociologici sulla televisione.
Essendo un'analisi in termini produttivi, narrativi, creativi e di contenuto del cinema, la disciplina esiste attraverso la ricerca e la figura dell'insegnante di filmologia è invece associata a un esperto che però formula le proprie teorie del cinema basandosi sulla sua stessa formazione e sulla sua tipologia di analisi. Per questa ragione esistono diversi punti di vista sullo studio e sull'approccio ai film (vedi Cinema e psicanalisi, Filosofia del cinema, teorie femministe del cinema...). Esistono diversi teorici del cinema ed esperti di filmologia ma tutti hanno compiuto studi nel settore umanistico, delle arti, della filosofia che hanno poi applicato ai film. Negli ultimi anni invece attraverso convenzioni e automatismi ormai stabiliti nel linguaggio cinematografico, e grazie ai nuovi studi di settore, la filmologia ha assunto un ruolo principale nella formazione di critici ed esperti di cinema.
Tra le più note riviste accademiche, pubblicazioni e riviste al mondo in merito ai Film Studies vi sono Bianco e Nero (la più nota rivista accademica italiana edita dal 1937 grazie al Centro Sperimentale di Cinematografia), Sight & Sound, Screen, Cinema Journal, Film Quarterly, Journal of Film and Video e Cahiers du cinéma.

## Origini della filmologia
Gli studi cinematografici come disciplina accademica sono emersi nel ventesimo secolo, decenni dopo l'invenzione dei film. Da non confondere con gli aspetti tecnici della produzione cinematografica, gli studi cinematografici esistono solo con la creazione della teoria del cinema - che si avvicina criticamente al cinema come un'arte - e la scrittura della storiografia cinematografica. Poiché il film moderno divenne un'invenzione e l'industria solo verso la fine del diciannovesimo secolo, una generazione di produttori e registi cinematografici esisteva in modo significativo prima dell'analisi accademica che seguì nelle generazioni successive.
Le prime scuole di cinema si concentrarono sulla produzione e sulla critica soggettiva del film piuttosto che sugli approcci critici, la storia e la teoria usati per studiare accademicamente. Successivamente il concetto di studi cinematografici nel suo complesso è cresciuto per analizzare gli aspetti formali del film così come sono stati creati. Fondata nel 1919, la Moscow Film School è stata la prima scuola al mondo a concentrarsi sul cinema. Negli Stati Uniti, la USC School of Cinematic Arts, fondata nel 1929, è stata la prima scuola basata sul cinema, creata in accordo con l'Academy of Motion Picture Arts and Sciences. Furono anche i primi a offrire un film importante nel 1932, ma senza le distinzioni che si presumono negli studi cinematografici. Le università hanno iniziato a implementare diverse forme di curriculum relativo al cinema senza, tuttavia, la divisione tra gli approcci astratti e pratici.
La Deutsche Filmakademie Babelsberg (vale a dire la German Film Academy Babelsberg) fu fondata nel Terzo Reich nel 1938. Tra i docenti c'erano, Willi Forst e Heinrich George. Per completare gli studi all'Academy era previsto che uno studente creasse il suo film.
Un movimento lontano dalle produzioni di Hollywood negli anni '50 trasformò il cinema in un'attività indipendente più artistica. È stata la creazione della poetica dell'auteur, che ha affermato il film come la visione e l'arte del regista, che ha spinto gli studi cinematografici a diventare veramente considerato accademicamente in tutto il mondo negli anni '60. Nel 1965, il critico cinematografico Robin Wood, nei suoi scritti su Alfred Hitchcock, dichiarò che i film di Hitchcock contenevano la stessa complessità delle opere di Shakespeare. [3] Allo stesso modo, Jean Luc Godard, un contributore della influente rivista Cahiers du Cinema, ha scritto: "Jerry Lewis... è l'unico a Hollywood a fare qualcosa di diverso, l'unico a non rientrare nelle categorie stabilite, nelle norme, i principi. ... Lewis è l'unico oggi a fare film coraggiosi. Con iscrizioni stabili, budget adeguati e interesse per tutte le discipline umanistiche, numerose università hanno la capacità di offrire programmi di studi cinematografici distinti.
Non ci sono stati individui che hanno creato i criteri per gli studi cinematografici; piuttosto la crescente comunità dell'industria cinematografica e accademica ha cominciato a criticare, documentare e analizzare i film, alla fine uniformando i concetti di studi cinematografici che riguardano l'accademia artistica. Con il successo nella prima metà del ventesimo secolo, le persone di spicco del settore cinematografico potrebbero diventare una fonte di dotazione per le scuole che si concentrano principalmente sul cinema, creando la location per gli studi cinematografici come disciplina da formare. Un esempio è la donazione di 175 milioni di dollari di George Lucas alla USC School of Cinematic Arts nel 2006.

## Le teorie del cinema
I teorici del cinema cercarono di sviluppare alcuni concetti e studiare il cinema come un'arte. Derivato dalle tecnologie dell'epoca, pur essendo un sintomo o una causa di tale modernità riferita all'epoca nella quale nacque, i suoi principi tecnici come il montaggio o le riprese hanno rivoluzionato il modo le modalità di rappresentazione nelle arti figurative e della letteratura. Per formare e comprendere questa nuova rappresentazione artistica, il cinema aveva bisogno di teorie.
In Materia e memoria (Matiére et mèmoire), nel 1896, il filosofo francese Henri-Louis Bergson anticipa lo sviluppo teorico in un'epoca nella quale il cinema era visto soprattutto come opera visionaria. Esprime anche la necessità di riflettere sull'idea del movimento, e quindi inventò il termine «immagine in movimento» e «immagine-tempo». Tuttavia, nel 1907, nel suo saggio L'illusion cinématographique, contenuto in L'Évolution créatrice, egli rifiuta il cinema come esempio di spiritualismo. Molto più tardi, in L'immagine movimento. Cinema 1 (1983) e L'immagine tempo. Cinema 2 (1983) il filosofo Gilles Deleuze citerà Matérie et Mémoire come base della sua filosofia del cinema riesaminando i concetti di Bergson unendoli con la semiotica di Charles Peirce.
È nel 1911, in La nascita della sesta arte che il critico Ricciotto Canudo (che dieci anni dopo ridefinirà il cinema come settima arte) delinea le prime teorie tirandosi dietro quella che definì "l'era del silenzio" e concentrandosi principalmente a definire gli elementi cardine. Il lavoro e le innovazioni continue dei realizzatori di films favorirono il vantaggio per riflessioni più approfondite. Louis Delluc coniò il termine Fotogenia. Germaine Dulac e Jean Epstein, i quali ritengono il cinema sia un mezzo per soddisfare e riunire il corpo con lo spirito, sono i principali artefici dell'avanguardia francese, seguite a ruota dalle teorie tedesche le quali, influenzate dalla corrente dell'Espressionismo, rivolgono le loro attenzioni verso l'immagine. Va notato il parallelo con la Psicologia della Gestalt, che nacque e si sviluppò tra la fine del XIX secolo e l'inizio del XX secolo sotto l'egida di Ernst Mach.
Dalla parte sovietica, teorici e cineasti ritengono il montaggio come l'essenza del cinema. Il tema privilegiato di Sergej Michajlovič Ėjzenštejn è la creazione sotto tutti i suoi aspetti di una teoria generale del montaggio sotto la quale si possa prendere in considerazione la nascita di un linguaggio di concetto-immagine, rivelatrici sia l'uno che l'altro delle loro identità e del pensiero. Dal canto suo, Dziga Vertov si farà portavoce delle novità del futurismo. La sua teoria, corrispondente al montaggio di frammenti con piccole unità di senso, prevede la distruzione di tutta la tradizione narrativa per sostituirla con una "fabbrica di fatti", una concezione radicale per il cinema di allora. Il montaggio narrativo tipico americano, messo in teoria da Vsevolod Illarionovič Pudovkin, alla fine prevarrà in tutto il cinema a livello mondiale.
La teoria formalista del cinema, promulgata da Rudolf Arnheim, Béla Balázs e Siegfried Kracauer, sottolinea il fatto che l'opera filmica è diversa dalla realtà, e va considerata come un'opera d'arte vera e propria. Anche Lev Vladimirovič Kulešov e Paul Rotha sostengono che il film è un'opera d'arte. Dopo la seconda guerra mondiale, il critico e teorico André Bazin si schiera contro questa tesi sostenendo che l'essenza del cinema risiede nella sua capacità di riprodurre meccanicamente la realtà e non nella differenza tra il vissuto reale e la realtà filmica, ossia l'illusione filmica. Bazin formulò così la sua teoria del cinema realistico virando verso un approccio ontologico del cinema. Se l'immagine fotografica ha il suo fine nel catturare l'essenza di un singolo momento, l'immagine cinematografica ha il suo scopo nel perseguire l'oggettività dell'immagine fotografica, catturando l'essenza di momenti diversi. Troviamo questa teoria in diverse occasioni e con svariate varianti, come in Le temps scelle del regista Andrej Tarkovskij o combinandolo con l'ermeneutica filosofica di Hans-Georg Gadamer e nel saggio La tentation pornographique di Matthieu Dubosc. Al contrario di Bazin e dei suoi discepoli, Jean Mitry sviluppa la prima teoria del segno e significato del cinema, senza voler assimilare anche per analogia, l'immagine visiva e le strutture filmiche con il linguaggio verbale, così come la tentazione di confrontarlo con la semiotica quando, a partire dagli anni sessanta e settanta, le teorie del cinema vennero discusse da importanti accademici universitari. I concetti di discipline già affermate come la psicanalisi, lo studio dei generi, l'antropologia, la teoria letteraria, la semiotica e la linguistica, oltre al formalismo russo, la filosofia decostruttiva, la narratologia, la storia, ecc., convergono tutte nell'analisi testuale, dove si iniziano ad esaminare i dettagli delle strutture operative del film.
L'importanza di questi studi provoca, a partire dagli anni sessanta, una frattura profonda tra i teorici e i realizzatori delle pellicole. Questa autonomia tanto desiderata resterà comunque allo Stato embrionale: quando, nel 1966, Christian Metz propugna la teoria della «grande sintassi del film narrativo», una formalizzazione dei molteplici codici presenti nel linguaggio cinematografico, Jean-Luc Godard provvede a decostruire tali codici all'interno delle sue opere.
Gli anni ottanta mettono termine alla "guerra fredda" tra teorici e realizzatori. Nascono allora altre riflessioni, in particolare quelle orientate sulla narratologia, nonché una serie di teorie per la riscoperta del cinema delle origini, nelle quali gli studi del canadese André Gaudreault e dello statunitense Tom Gunning sono particolarmente esemplari. Nel corso degli anni novanta, la rivoluzione tecnologica portata dal sistema digitale avrà diversi impatti sui teorici del cinema. Da un punto di vista psicanalitico, dopo il concetto sul reale di Jacques Lacan, Slavoj Žižek offre nuovi orizzonti di riflessione per un'analisi del cinema contemporaneo. C'è stata anche una rivalutazione storica delle modalità di proiezione (il cinema non più proiettato soltanto in una sala buia su un grande schermo alla presenza di un pubblico, ma anche quello presentato in televisione, tramite Internet o in qualsiasi altro luogo, come predetto da Cesare Zavattini negli anni cinquanta; un film resta tale indipendentemente dal luogo in cui se ne usufruisce), nonché atteggiamenti e pratiche comuni del pubblico cinematografico, analizzato, oltre da Tom Gunning, anche da Miriam Hansen, Maria Koleva e Yuri Tsivian.
Nel cinema moderno, il corpo viene lungamente filmato molto prima che passi all'azione, ripreso come un corpo che resiste. Per questi cineasti, propugnatori del cinema mentale, è il cervello che va in scena; la violenza estrema viene ancora controllata mentalmente: i primi film di Benoît Jacquot sono fortemente impregnati da queste teorie. I personaggi del film ripiegano su se stessi, senza approfondimenti psicologici. Jacquot dichiarerà nel 1990, a proposito di La désenchantée: «Faccio film per essere vicino a chi i film li fa, gli attori. A volte alcuni giovani registi avrebbero costruito gli attori attorno al loro mondo. Non sto cercando di mostrare il mio mondo. Cerco di avvantaggiarmi guardando il mondo del cinema. È una sciocchezza sostenere che l'attore entra nella pelle del suo personaggio. Al contrario, sono i personaggi a entrare nella pelle dell'attore». Altri cineasti di fama internazionale, come André Téchiné, Alain Resnais, Nanni Moretti, Takeshi Kitano e Tim Burton sono stati influenzati dal cinema mentale.

## La critica teorica
| « Un analista di solito esamina un film avendo già in mente un certo intento. [...] Dato che un critico è limitato dai suoi propositi, ci sono poche possibilità di 'includere tutto', di rendere ogni sfaccettatura del film. » |
| (Cinema come arte, pp. 461-462 - David Bordwell - Kristin Thompson) |

La critica teorica ha una funzione di base diversa dalla critica giornalistica. Mentre lo scopo di quest'ultima è guidare la scelta del lettore su quale film vedere e quale evitare, la critica teorica si pone come scopo quello di permettere al lettore di meglio apprezzare il film che ha appena visto, o che sta per vedere. L'approccio del critico teorico è quindi quello di un vero e proprio studioso, che analizza il film cercando di capire i motivi (anche tecnici) della sua riuscita artistica, la sua importanza all'interno di una corrente o di una poetica e il suo valore storico e sociologico. Rispetto al critico giornalistico, quello teorico tende a lavorare su film meno recenti, anche solo di pochi mesi.
Il lavoro di teoria cinematografica è ciò che negli anni ha riconosciuto ed etichettato le diverse scuole e le diverse correnti, analizzandone e raccontandone le caratteristiche e i protagonisti. Quando si occupa di cinema contemporaneo, il critico teorico ne studia le caratteristiche e le mette in relazione con il cinema passato per provare ad intuirne gli sviluppi futuri, dell'autore come del cinema in generale.
Solitamente, il lavoro di teoria cinematografica viene svolto all'interno di riviste specializzate e con un indirizzo editoriale molto preciso, indirizzate quindi a un pubblico particolarmente attento e interessato, oppure attraverso lunghi saggi pubblicati sotto forma di libro sulla carriera di un autore o anche su un singolo film. Sono piuttosto frequenti i casi di critici teorici che tengono corsi universitari o organizzano rassegne di film all'interno di festival del cinema.

## La filmologia oggi
Oggi gli studi cinematografici esistono in tutto il mondo come disciplina con scuole specifiche ad essa dedicate. Gli aspetti degli studi cinematografici sono cresciuti fino a comprendere numerosi metodi per insegnare storia, cultura e società. Molte università e università di arti liberali (nei paesi anglosassoni) contengono corsi specificamente orientati verso l'analisi del film. Anche l'esemplificazione della crescente diversità degli studi cinematografici è il fatto che le scuole superiori degli Stati Uniti offrono lezioni di teoria dei film. Molti programmi combinano studi cinematografici con studi sui media e la televisione, prendendo le conoscenze da tutte le parti della produzione visiva nell'approccio. Con le tecnologie in crescita come il film in 3D e YouTube, i film sono ora concretamente utilizzati per insegnare una riflessione della cultura e dell'arte in tutto il mondo come mezzo principale. A causa della sempre crescente dinamica degli studi cinematografici, è emersa un'ampia varietà di curricula per l'analisi degli approcci critici utilizzati nel cinema. Sebbene ogni istituzione abbia il potere di formare il materiale di studio, gli studenti sono solitamente tenuti a cogliere una conoscenza dei cambiamenti concettuali del film, un vocabolario per l'analisi della forma e dello stile del film, un senso delle dimensioni ideologiche del film e una consapevolezza di extra domini testuali e possibile direzione del film in futuro.

## Percorso di studi
Il curriculum dei programmi di studio di alta formazione di livello terziario, spesso include - ma non si limita - a:
- Introduzione alle teorie del film
- Modalità di utilizzo delle teorie del film
- Analisi accurata della relazione suono-immagine nel testo audiovisivo
- Storia del cinema/Storia dei media/Storia della cultura di massa
- Analisi critica con empatia

1. Ponendo attenzione al periodo storico
2. Ponendo attenzione alle coordinate geografiche e socio-culturali
3. Ponendo attenzione al genere cinematografico
4. Ponendo attenzione verso la poetiche utilizzate dell'autore e dei creatori.

- Conoscere il metodo di produzione dei film

Attraverso diversi corsi nelle Università, si forma dunque una figura esperta capace di spaziare in questi campi e capace dunque di porre attenzione al film in questo modo. Gli studi di settore vengono poi di conseguenza aggiornati grazie ai dottorati di ricerca (Visual Arts) e grazie a coloro che si occupano di preservare e catalogare i film, definiti storici del cinema.

## La filmologia negli Stati Uniti d'America
Negli Stati Uniti, le università offrono corsi specifici per gli studi cinematografici e scuole impegnate in programmi minori / maggiori. Attualmente 144 diverse istituzioni terziarie offrono a livello nazionale un programma importante negli studi cinematografici. Questo numero continua a crescere ogni anno con un nuovo interesse per la disciplina degli studi cinematografici. Le istituzioni che offrono diplomi cinematografici come parte delle loro arti o programmi di comunicazione differiscono dalle istituzioni con un programma cinematografico dedicato. Il curriculum non è in alcun modo limitato ai film realizzati negli Stati Uniti; un'ampia varietà di film può essere analizzata. Con l'industria cinematografica degli Stati Uniti seconda in tutto il mondo solo in India, l'attrazione per gli studi cinematografici è alta. Per ottenere una laurea negli Stati Uniti, una persona è in grado di perseguire carriere nella produzione di film, in particolare dirigendo e producendo film. Spesso le classi negli Stati Uniti combinano nuove forme di media, come televisione o New media, in combinazione con studio cinematografico. Chi studia film vuole essere in grado di analizzare ogni anno i numerosi film pubblicati negli Stati Uniti in un contesto più accademico, o di comprendere la storia del cinema come forma d'arte. I film possono riflettere la cultura del periodo non solo negli Stati Uniti ma in tutto il mondo.

## La filmologia nel mondo
Studi cinematografici in tutto il mondo esistono in oltre 20 paesi. A causa dell'elevato costo della produzione cinematografica, i paesi del terzo mondo sono esclusi dall'industria cinematografica, specialmente nel contesto accademico. Nonostante ciò, i paesi più prosperi hanno la possibilità di studiare film in tutti gli aspetti degli studi cinematografici. Il discorso nel cinema può essere trovato nelle scuole di tutto il mondo; spesso l'attenzione internazionale all'estetica del film emerge dai festival cinematografici. Ad esempio, il Festival di Cannes o la Mostra Internazionale di Arte Cinematografica di Venezia sono le più prestigiose al mondo. Anche se questo discorso ruota intorno all'industria cinematografica e alla promozione e non esiste all'interno di un contesto scolastico accademico, numerosi aspetti dell'analisi e degli approcci critici vengono presi in considerazione in questa fase internazionale.

## La filmologia in Italia
Nei paesi neolatini gli studi sul cinema sono arrivati relativamente tardi rispetto ai paesi anglosassoni. Ad eccezione della Francia che teorizzò già negli anni '50 le poetiche dell'autore grazie alla Nouvelle Vague. Nonostante il cinema italiano vanta un primato insieme a quello americano per autori, prassi e poetiche. (Vedi ad esempio la grande stagione del cinema italiano degli anni '60 e '70 con Federico Fellini, Michelangelo Antonioni, Luchino Visconti, Sergio Leone). Il cinema a livello didattico nelle scuole e nelle università è entrato relativamente tardi, e solo grazie ai corsi di sociologia di massa, arte, teorie della comunicazione.
Oggi un ricercatore, un laureato o un esperto di filmologia spesso rientra nel settore scientifico disciplinare L-ART/06 che raggruppa Cinema, fotografia e televisione. 
Il percorso maggiormente seguito è quello di una Laurea Magistrale in Scienze dello spettacolo e della produzione multimediale (LM-65), dopo una laurea di primo livello solitamente in Scienze della comunicazione (L-20) o in Beni Culturali, o in Discipline delle Arti, dello spettacolo e della moda (L-3). 
Tra i corsi di laurea che si occupano di studi filmologici ci sono:
- La Scuola di Cinema presso l'Accademia di Belle Arti (Dipartimento di Progettazione e Arti Applicate). In questo contesto, tali studi si integrano con le discipline artistiche tradizionali, offrendo agli studenti un approccio interdisciplinare che coniuga analisi estetica, storiografica, socio-mediale, ricerca sperimentale e produzione visiva.

- il Corso di Discipline delle Arti, della Musica, e dello Spettacolo (DAMS), presso la Facoltà di Lettere e Filosofia. Il corso di laurea è stato fondato agli inizi degli anni '70 da Umberto Eco.

Il percorso universitario offre però una formazione solo teorica del cinema (ideale per le teorie del cinema e la filmologia che nascono e si strutturano proprio nelle accademie), esistono però diversi corsi tecnici (nei paesi anglosassoni Film with Prative) che alternano corsi accademici a corsi pratici. In Italia è svolto da accademie come il Centro Sperimentale di Cinematografia.

## La filmologia e i prodotti televisivi
Le teorie del cinema non si applicano ai prodotti televisivi come le serie tv. Negli ultimi anni la serialità televisiva ha acquisito rilevanza dotandosi di nuove forme di distribuzione (tv, cross media, streaming) e nuove tecniche di ripresa e fotografia (più simili al cinema). Nonostante le serie tv siano diventate visivamente più cinematografiche rimangono principalmente un prodotto narrativo (per la loro natura seriale) e quindi sostanzialmente in contrasto con il cinema come espressione di concetto. Diversi esperti e critici di cinema, tra cui Paolo Mereghetti, sostengono che le serie siano appunto un prodotto ben costruito della televisione. Le serie sono strutturate con tempi, ritmi, puntate, stagioni costruite su misura per lo spettatore, per la messa in onda televisiva, o per il binge watching, e di conseguenza nonostante possono contenere forme di estetica e di richiamo, rimangono un testo audiovisivo-narrativo fine a se stesso. Il cinema invece applica le teorie del film e la filmologia in quanto nel suo piccolo prevale sulle serie tv per via di temi concettuali, poetiche e figure dell'autore/regista e della sua filmografia (a differenza dell'autore e della regia televisiva), oltre ad aver maggior possibilità in campo espressivo, concettuale e filmico. (Vedi, cinema d'arte, videoarte, cinema indipendente).

## Pubblicazioni accademiche maggiori in merito alla filmologia
- Thomas Elsaesser e Malte Hagener, Teoria del film. Un'introduzione, Einaudi, Torino 2009
- Roberto Nepoti, L'illusione filmica. Manuale di filmologia, UTET, Torino 2007
- Gianni Rondolino e Dario Tomasi, Manuale del film. Linguaggio, racconto, analisi, UTET, Torino 2007
- Anne Goliot Lete e Francis Vanoye, Introduzione all'analisi del film, Lindau, Torino 2006
- Gianni Canova, L'alieno e il pipistrello. La crisi della forma nel cinema contemporaneo, Bompiani, Milano 2000
- Raymond Bellour, L'analisi del film, Kaplan, Torino 2005
- Laura Mulvey, Cinema e piacere visivo.
- Lucilla Albano, Lo schermo dei sogni. Chiavi psicoanalitiche del cinema, Marsilio, Venezia 2004
- Paolo Bertetto (a cura di), L'interpretazione dei film, Marsilio, Venezia 2003
- Robert Stam, Robert Bourgoyne e Sandy Flittermann-Lewis, Semiologia del cinema e dell'audiovisivo, Bompiani, Milano 1999
- Christian Metz, Cinema e psicanalisi. Il significante immaginario, Marsilio, Venezia 1997
- Jacques Aumont, Alain Bergala, Michel Marie, Marc Vernet, Estetica del film, Lindau, Torino 1995
- Francesco Casetti e Federico di Chio, Analisi del film, Bompiani, Milano 1994
- Antonio Costa, Saper vedere il cinema, Bompiani, Milano 1991

## Personalità di rilievo coinvolte nella filmologia
Le seguenti persone hanno influenzato gli studi di film. Si suddividono in teorici, critici e registi che hanno utilizzato le teorie del film. Alcuni teorici sono al contempo registi ma fanno fede le pubblicazioni e la bibliografia degli autori.

### Esponenti teorici principali
- Thomas Elsaesser
- Malte Hagener
- Micheal Chion
- Christian Metz
- Laura Mulvey
- Jacques Aumont
- Alain Bergala
- Michel Marie
- Marc Vernet
- Kristin Thompson
- David Bordwell
- Mark Cousins
- Jean Epstein
- Dziga Vertov
- Sergej M. Ėjzenštejn
- Béla Balázs
- Walter Benjamin
- Edgar Morin
- Gilles Deleuze
- Noël Carroll
- Jacques Rancière

### Esponenti teorici principali italiani
- Antonio Costa
- Ricciotto Canudo
- Francesco Casetti
- Paolo Bertetto
- Gianni Canova
- Veronica Pravadelli
- Gianni Rondolino
- Dario Tomasi
- Roberto Nepoti
- Pier Paolo Pasolini
- Cesare Zavattini

### Registi che ricorrono maggiormente alle teorie del cinema
- Darren Aronofsky
- Ingmar Bergman
- Andrej Tarkovskij
- Sergej M. Ėjzenštejn
- Alfred Hitchcock
- Miloš Forman
- Martin Scorsese
- William Kennedy Dickson
- Robert J. Flaherty
- Stanley Kubrick
- David Lynch
- Akira Kurosawa
- Satyajit Ray
- Francis Ford Coppola
- Jean-Luc Godard
- Orson Welles
- John Ford
- Fratelli Coen
- Christopher Nolan
- Steven Spielberg
- Quentin Tarantino
- George Lucas
- Spike Lee
- Ava DuVernay
- Pedro Almodóvar
- Peter Greenaway

### Critici
- Enrico Ghezzi
- André Bazin
- Éric Rohmer
- François Truffaut
- David Bordwell
- Christian Metz
- Gene Shalit
- James Agee
- Jean-Luc Godard
- Leonard Maltin
- Pauline Kael
- Robin Wood
- Roger Ebert
- Scott Buchanan
- Walter Benjamin
- Jonathan Rosenbaum
- Siegfried Kracauer
- Linda Williams
- Richard Dyer
- Laura Mulvey
- Jeanine Basinger
- Kristin Thompson
- André Barcinski
- Ana Maria Bahiana

## Teorie del cinema principali
- Apparatus theory
- Teoria dell'attore
- Feminist film theory (teoria femminista)
- Teoria formalista
- Genre studies (studi di genere)
- Teoria marxista
- Cinema della paranoia
- Cinema e psicanalisi
- Teoria Queer
- Schreiber theory
- Teoria dello schermo
- Teoria del doppio
- Teoria strutturalista